# Pentax K-1
«Пентакс-К-1» (яп. ペンタックスK-1, англ. Pentax K-1) — первый полнокадровый цифровой зеркальный фотоаппарат марки «Пентакс», выпущенный в 2016 году. Обладает функцией сдвига матрицы (англ. Pixel Shift Resolution), задействованной как для стабилизации, так и в качестве альтернативы сглаживающему фильтру. Подвижная матрица используется также для коррекции горизонта при небольших углах отклонения от горизонтали, и для компенсации суточного вращения Земли при астросъёмке.
K-1 поддерживает не только объективы, специально разработанные для кадра 36 × 24 мм, но и объективы серии DA, предназначенные для фотоаппаратов с матрицей формата APS-C, с соответствующим уменьшением площади кадра.
Фотоаппарат представлен 18 февраля 2016 года.

## Особенности модели
- Поворачивающийся в различных направлениях задний ЖК-дисплей.
- Технология Pixel Shift Resolution, использующая сдвиг матрицы для четырёхкратной фиксации каждого элемента изображения.
- Фазовая (при опущенном зеркале) и контрастная (по датчикам на матрице) системы автофокусировки.
- 5-осевая система стабилизации матрицы с эффективностью 5 ступеней (по методике CIPA).
- HDR-съёмка в Raw, с возможностью съёмки с рук.
- Наличие встроенного GPS-приёмника с логом перемещений и цифровым компасом, поддержка Wi-Fi.
- Отсутствие встроенной вспышки.
- Погодозащищённый корпус.